# Helga und die Nordlichter
Helga und die Nordlichter ist eine deutsche Fernsehserie mit Helga Feddersen in der Hauptrolle. Zu den dreizehn Episoden, die ab dem 14. April 1984 im ZDF erstausgestrahlt wurde, schrieb Feddersen auch das Drehbuch. Die Regie führte Marcus Scholz. Die Serie wurde 1983 größtenteils in Husum gedreht. Im Herbst 2012 wurde die Serie erstmals nach 28 Jahren auf ZDFkultur wiederholt.

## Handlung
Helga Boysen ist als Tochter eines Buchhändlers seelischer Abladeplatz für alle, aber auch unerschöpflicher Quell für spleenige Einfälle. Die Serie spielt in Husum und Umgebung.

## Besetzung
| Schauspieler           | Rolle                              |
| ---------------------- | ---------------------------------- |
| Helga Feddersen        | Helga Boysen                       |
| Evelyn Hamann          | Margot Doost                       |
| Gerda Gmelin           | Mutter Christl Boysen              |
| Ernst Fritz Fürbringer | Vater Hans-Daniel Boysen           |
| Günther Dockerill      | Willi Erben                        |
| Susanne Beck           | Lore Hummel                        |
| Wilken F. Dincklage    | Willem                             |
| Karl Dall              | Gastrolle als Fahrkartenverkäufer  |
| Eva Maria Bauer        | Gastrolle als Frau eines Landwirts |
| Carlo von Tiedemann    | Gastrolle als Radiomoderator       |

## Episodenliste
| Nr. | Titel                            | Erstausstrahlung |
| --- | -------------------------------- | ---------------- |
| 1   | Heiße Ware für Kenner            | 14. Apr. 1984    |
| 2   | Der Winter hat Sommergrippe      | 21. Apr. 1984    |
| 3   | Von Schafen und anderen Menschen | 28. Apr. 1984    |
| 4   | Keine Landfrau ohne Feuer        | 5. Mai 1984      |
| 5   | Die Rose von Husum               | 12. Mai 1984     |
| 6   | Schneewalzer ... satt!           | 19. Mai 1984     |
| 7   | Viele Köche und kein Brei        | 26. Mai 1984     |
| 8   | Vier Fäuste und ein hohes C      | 2. Juni 1984     |
| 9   | Premiere mit Tomatensuppe        | 9. Juni 1984     |
| 10  | Krach nach Noten                 | 23. Juni 1984    |
| 11  | Fünf Kartons und ein Geheimnis   | 30. Juni 1984    |
| 12  | Das Ausland ruft                 | 7. Juli 1984     |
| 13  | Herr Schulze räumt auf           | 14. Juli 1984    |

## DVD-Veröffentlichung
Die Serie ist am 17. Dezember 2021 in einer Komplettbox mit allen Episoden (Laufzeit: 390 Min., FSK 12) von Fernsehjuwelen erscheinen.